# Remiremont
Remiremont là một xã trong vùng Grand Est, thuộc tỉnh Vosges, quận Épinal, tổng Remiremont. Tọa độ địa lý của xã là 48° 01' vĩ độ bắc, 06° 35' kinh độ đông. Remiremont nằm trên độ cao trung bình là 400 mét trên mực nước biển, có điểm thấp nhất là 379 mét và điểm cao nhất là 762 mét. Xã có diện tích 18,00 km², dân số vào thời điểm 1999 là 8538 người; mật độ dân số là 474 người/km².

## Thông tin nhân khẩu
| 1845 | 1946  | 1962 | 1968 | 1975  | 1982 | 1990 | 1999 |
| ---- | ----- | ---- | ---- | ----- | ---- | ---- | ---- |
| 5321 | 10319 | 9274 | 9312 | 10552 | 9985 | 9068 | 8538 |

## Nhân vật nổi tiếng
- Christian Poncelet

## Địa điểm tham quan
- Nhà thờ Notre-Dame
- Nhà thờ Saint-Pierre
- Musée Charles Friry
- Musée Fondation Charles de Bruyère